# Quang Ngai (provincie)
Quang Ngai (vietnamsky Quảng Ngãi) je provincie ve střední části Vietnamu. Žije zde přes 1 milion obyvatel, hlavní město je Quang Ngai.

## Geografie
Provincie leží ve střední části Vietnamu. Sousedí s provinciemi Quang Nam, Binh Dinh, Gia Lai a Kon Tum.